# Fissilicreagris macilenta
Fissilicreagris macilenta är en spindeldjursart som först beskrevs av Simon 1878.  Fissilicreagris macilenta ingår i släktet Fissilicreagris och familjen helplåtklokrypare. Inga underarter finns listade i Catalogue of Life.